# Witold Wojtkiewicz
Witold Wojtkiewicz (29. prosince 1879, Varšava, Polsko – 14. června 1909, Varšava) byl polský malíř, kreslíř a grafik, člen hnutí Mladé Polsko. Jeho práce nesou rysy secese, symbolismu a expresionismu.
Jeho otec byl pokladním ve varšavské obchodní bance, nesouhlasil s uměleckými zájmy svého syna, jeho matka byla zaměstnána péčí o jedenáct dětí. Přes všechny tyto potíže studoval kreslení ve varšavské škole. V letech 1903-1904 studoval na Akademii výtvarných umění v Krakově u Leona Wyczółkowskeho. Před těmito studiemi se pokusil v roce 1902 studovat na Císařské Akademii umění v Petrohradu, ale studium po osmi dnech přerušil.
V roce 1905 se připojil ke skupině umělců, ke které patřili také Leopold Gottlieb a Vlastimil Hofman. Byl přítelem Tadeuše Boya-Żeleńskyho, se kterým také spolupracoval v krakovském kabaretu „Zielony Balonik“ (Zelený balónek) v „Michalikové Jamĕ“. Psal satirické texty pro týdeník Kolce (Trny).
Také se zabýval knižní grafikou. Jeho kresby vykazují individuální charakter a mají zvláštní fantazijní výzdobu. Jeho práce vystavené v Berlíně v roce 1906 byly kladně hodnoceny Mauricem Denisem a André Gidem. Gide mu pak zařídil individuální výstavu v pařížské Galerii Druet.
Zemřel ve věku 29 let v důsledku vrozené, nevyléčitelné srdeční vady.

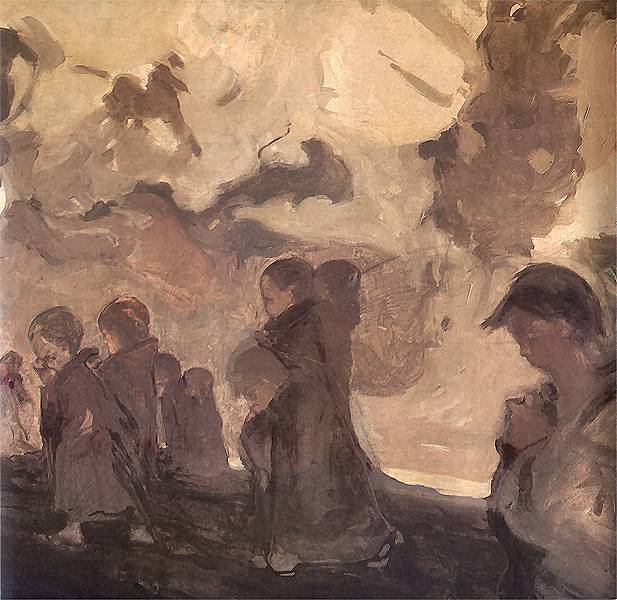
Dětská křížová výprava, 1905
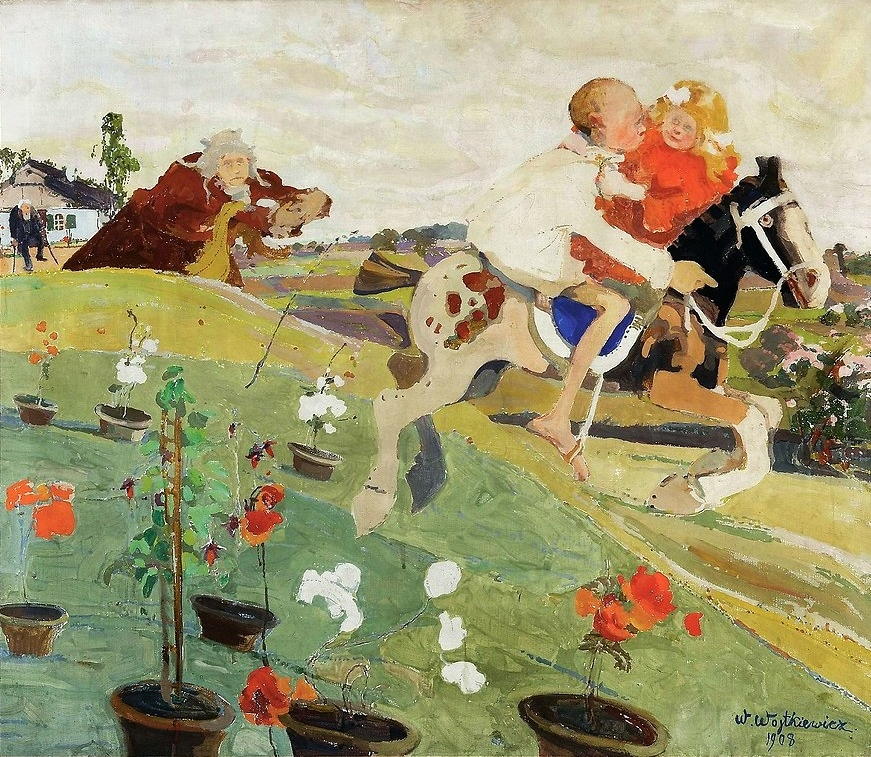
Únos princezny, 1908
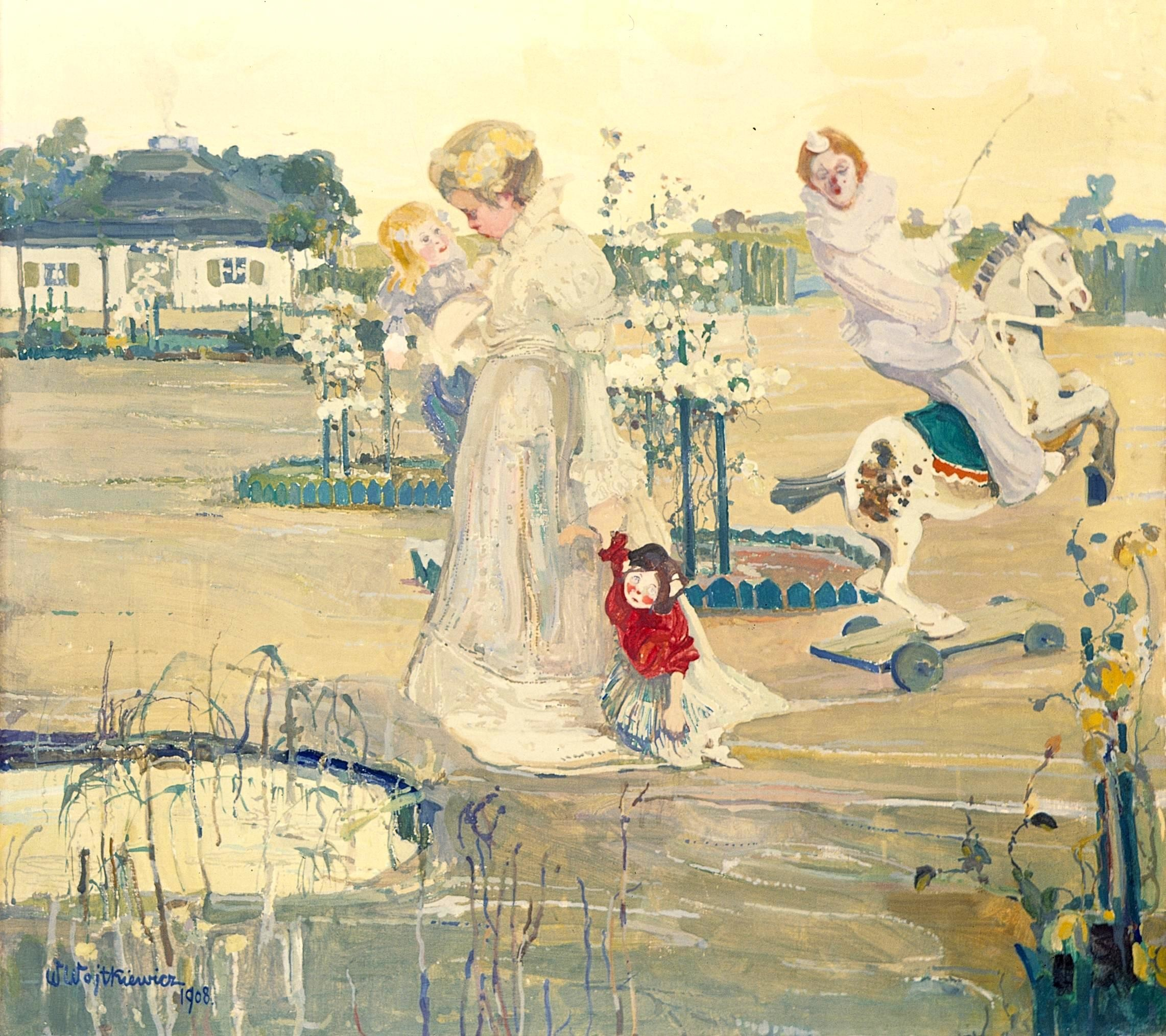
Rozloučení
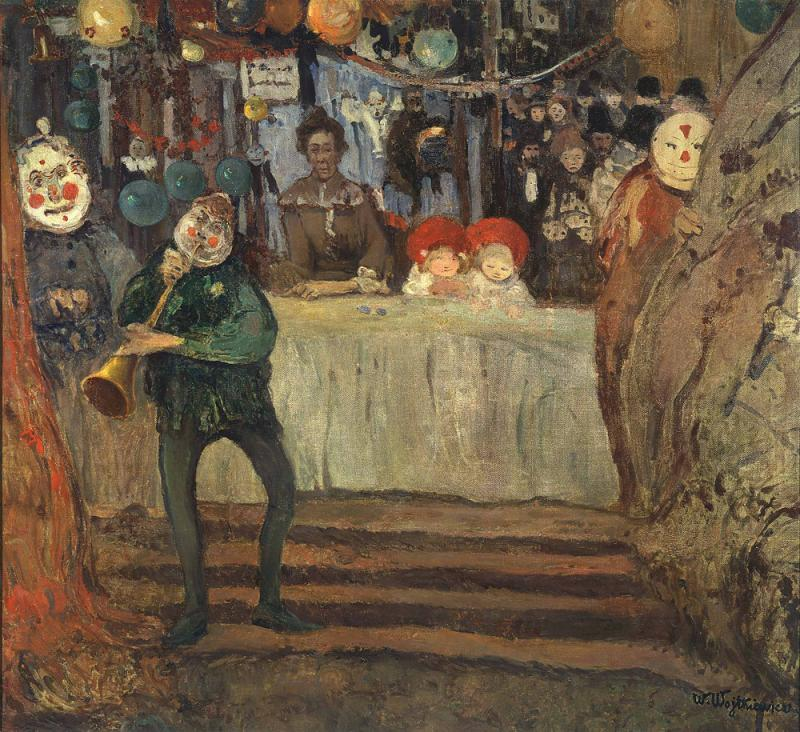
Circus